# Goanna (software)
Goanna è un motore di navigazione open source che è un fork del Gecko di Mozilla. Viene utilizzato nel browser Pale Moon, nel browser Basilisk e nel client di posta elettronica FossaMail.
Goanna come un fork indipendente di Gecko è stato rilasciato per la prima volta a gennaio 2016. Il fondatore e capo sviluppatore del progetto, M.C. Straver, ha avuto sia motivi tecnici che legali per farlo nel contesto della crescente divergenza di Pale Moon da Firefox.
Da notare, Goanna non ha nessuno dei componenti del linguaggio Rust che sono stati aggiunti a Gecko durante il progetto Quantum di Mozilla.
Supporto standard
Standard web core supportati in Goanna:
- HTML5
- CSS 2.1 più alcuni di CSS3
- DOM livello 2 più alcuni di livello 3